# Fortuna extraliga 2011/2012
Fortuna extraliga 2011/2012 byla 19. ročníkem nejvyšší mužské florbalové soutěže v Česku.
Soutěž odehrálo 12 týmů systémem dvakrát každý s každým. Prvních osm týmů postoupilo do play-off, ostatní čtyři týmy hrály o udržení (play-down).
Mistrovský titul získal popatnácté a potřetí v řadě tým Tatran Omlux Střešovice, který ve finále porazil tým 1. SC WOOW Vítkovice. Byl to první ročník, ve kterém o vítězi rozhodl jediný zápas, nazvaný Superfinále. Superfinále se konalo v pražské O2 areně společně s finále ženské Extraligy. Zápas sledovalo 7 877 diváků, rekord českých klubových soutěží.
Přímé přenosy ze soutěže vysílala Česká televize na svém kanále ČT4.
Nováčky v této sezoně byly týmy Torpedo Havířov a Panthers Otrokovice, výherci 1. ligy a baráže v předchozí sezóně. Havířov se do Extraligy vrátil po jedné sezóně v 1. lize, Otrokovice postoupily poprvé.
Po prohře v play-down sestoupil po třech sezónách v Extralize do 1. ligy tým Sokol Pardubice. Byl v následující sezóně nahrazen vítězem tohoto ročníku 1. ligy, týmem AC Sparta Praha Florbal, který se do Extraligy vrátil po jedné sezóně v 1. lize.
Matěj Jendrišák překonal se 73 body v základní části o 10 bodů čtyři roky starý rekord Petra Skácela. Brankář Tatranu Tomáš Kafka získal dvanáctý titul, čímž překonal dosavadní rekord Juraje Šádka.

## Základní část
| Poř. | Tým                       | Z  | V  | VP | PP | P  | VG  | OG  | B  |
| ---- | ------------------------- | -- | -- | -- | -- | -- | --- | --- | -- |
| 1.   | Tatran Omlux Střešovice   | 22 | 18 | 0  | 0  | 4  | 179 | 89  | 54 |
| 2.   | 1. SC WOOW Vítkovice      | 22 | 17 | 3  | 0  | 2  | 163 | 92  | 54 |
| 3.   | TJ JM Pedro Perez Chodov  | 22 | 15 | 3  | 2  | 4  | 169 | 98  | 50 |
| 4.   | FBC ČPP Remedicum Ostrava | 22 | 13 | 1  | 0  | 8  | 136 | 127 | 40 |
| 5.   | Bulldogs Brno             | 22 | 11 | 2  | 1  | 9  | 148 | 133 | 36 |
| 6.   | BILLY BOY Mladá Boleslav  | 22 | 9  | 5  | 2  | 8  | 115 | 114 | 35 |
| 7.   | Panthers Otrokovice       | 22 | 8  | 3  | 2  | 11 | 95  | 116 | 29 |
| 8.   | Torpedo Havířov           | 22 | 8  | 3  | 1  | 11 | 96  | 133 | 28 |
| 9.   | FbŠ Bohemians             | 22 | 7  | 3  | 2  | 12 | 110 | 135 | 26 |
| 10.  | x3m team SSK Future       | 22 | 6  | 2  | 1  | 14 | 115 | 148 | 21 |
| 11.  | FBC Liberec               | 22 | 2  | 6  | 3  | 14 | 90  | 137 | 15 |
| 12.  | Sokol Pardubice           | 22 | 2  | 1  | 1  | 19 | 75  | 169 | 8  |

## Vyřazovací část

### Pavouk
|  | Čtvrtfinále (na zápasy)   | Čtvrtfinále (na zápasy)   |                         |   | Semifinále (na zápasy) | Semifinále (na zápasy) |  |  | Superfinále (skóre) | Superfinále (skóre) |
|  |                           |                           |                         |   |                        |                        |  |  |                     |                     |
|  |                           |                           |                         |   |                        |                        |  |  |                     |                     |
|  | Tatran Omlux Střešovice   | 4                         |                         |   |                        |                        |  |  |                     |                     |
|  | Tatran Omlux Střešovice   | 4                         |                         |   |                        |                        |  |  |                     |                     |
|  | Torpedo Havířov           | 0                         |                         |   |                        |                        |  |  |                     |                     |
|  | Torpedo Havířov           | 0                         | Tatran Omlux Střešovice | 4 |                        |                        |  |  |                     |                     |
|  |                           |                           | Tatran Omlux Střešovice | 4 |                        |                        |  |  |                     |                     |
|  |                           | FBC ČPP Remedicum Ostrava | 0                       |   |                        |                        |  |  |                     |                     |
|  | FBC ČPP Remedicum Ostrava | FBC ČPP Remedicum Ostrava | 0                       | 4 |                        |                        |  |  |                     |                     |
|  | FBC ČPP Remedicum Ostrava |                           |                         | 4 |                        |                        |  |  |                     |                     |
|  | BILLY BOY Mladá Boleslav  | 0                         |                         |   |                        |                        |  |  |                     |                     |
|  | BILLY BOY Mladá Boleslav  | 0                         | Tatran Omlux Střešovice | 5 |                        |                        |  |  |                     |                     |
|  |                           |                           | Tatran Omlux Střešovice | 5 |                        |                        |  |  |                     |                     |
|  |                           | 1. SC WOOW Vítkovice      | 4                       |   |                        |                        |  |  |                     |                     |
|  | 1. SC WOOW Vítkovice      | 1. SC WOOW Vítkovice      | 4                       | 4 |                        |                        |  |  |                     |                     |
|  | 1. SC WOOW Vítkovice      |                           |                         | 4 |                        |                        |  |  |                     |                     |
|  | Bulldogs Brno             | 0                         |                         |   |                        |                        |  |  |                     |                     |
|  | Bulldogs Brno             | 0                         | 1. SC WOOW Vítkovice    | 4 |                        |                        |  |  |                     |                     |
|  |                           |                           | 1. SC WOOW Vítkovice    | 4 |                        |                        |  |  |                     |                     |
|  |                           | TJ JM Pedro Perez Chodov  | 2                       |   |                        |                        |  |  |                     |                     |
|  | TJ JM Pedro Perez Chodov  | TJ JM Pedro Perez Chodov  | 2                       | 4 |                        |                        |  |  |                     |                     |
|  | TJ JM Pedro Perez Chodov  |                           |                         | 4 |                        |                        |  |  |                     |                     |
|  | Panthers Otrokovice       | 0                         |                         |   |                        |                        |  |  |                     |                     |
|  | Panthers Otrokovice       | 0                         |                         |   |                        |                        |  |  |                     |                     |

### Čtvrtfinále
První čtyři družstva si v pořadí podle umístění po základní části vybírala soupeře pro čtvrtfinále z družstev umístěných na 5. až 8. místě. Nejprve si svého soupeře vybíral tým na prvním místě, pak ze zbylých celek na druhém místě, následovalo mužstvo na místě třetím a čtvrtému byl přiřazen poslední zbylý.
Tatran Omlux Střešovice – Torpedo Havířov 4 : 0 na zápasy – Zpráva
- 10. 3. 2012, Tatran – Havířov 10 : 1 (2:1, 4:0, 4:0)
- 11. 3. 2012, Tatran – Havířov 19 : 2 (2:1, 2:0, 5:1)
- 17. 3. 2012, Havířov – Tatran 01 : 9 (1:2, 0:3, 0:4)
- 18. 3. 2012, Havířov – Tatran 12 : 9 (0:2, 2:4, 0:3)

1. SC WOOW Vítkovice – Bulldogs Brno 4 : 0 na zápasy – Zpráva
- 10. 3. 2012, Vítkovice – Bulldogs 4 : 3pn (1:1, 1:2, 1:0, 0:0)
- 11. 3. 2012, Vítkovice – Bulldogs 3 : 0 (1:0, 1:0, 1:0)
- 17. 3. 2012, Bulldogs – Vítkovice 4 : 7 (0:1, 0:2, 4:4)
- 18. 3. 2012, Bulldogs – Vítkovice 4 : 11 (2:3, 0:4, 2:4)

TJ JM Pedro Perez Chodov – Panthers Otrokovice 4 : 0 na zápasy – Zpráva
- 10. 3. 2012, Chodov – Otrokovice 5 : 2 (2:1, 3:1, 0:0)
- 11. 3. 2012, Chodov – Otrokovice 4 : 0 (1:0, 2:0, 1:0)
- 17. 3. 2012, Otrokovice – Chodov 5 : 12 (0:5, 2:2, 3:5)
- 18. 3. 2012, Otrokovice – Chodov 2 : 3pn (0:0, 1:2, 1:0, 0:0)

FBC ČPP Remedicum Ostrava – BILLY BOY Mladá Boleslav 4 : 0 na zápasy – Zpráva
- 11. 3. 2012, Ostrava – Boleslav 5 : 4p (2:1, 0:2, 2:1, 1:0)
- 12. 3. 2012, Ostrava – Boleslav 5 : 4p (3:1, 0:1, 1:2, 1:0)
- 17. 3. 2012, Boleslav – Ostrava 3 : 6 (1:1, 1:3, 1:2)
- 18. 3. 2012, Boleslav – Ostrava 3 : 4 (0:1, 1:1, 2:2)

### Semifinále
Tatran Omlux Střešovice – FBC ČPP Remedicum Ostrava 4 : 0 na zápasy – Zpráva
- 31. 3. 2012 20:00, Tatran – Ostrava 8 : 2 (4:1, 2:0, 2:1)
- 01. 4. 2012 17:00, Tatran – Ostrava 9 : 2 (4:1, 2:0, 3:1)
- 18. 4. 2012 17:00, Ostrava – Tatran 6 : 7p (0:3, 5:1, 1:2, 0:1)
- 19. 4. 2012 17:00, Ostrava – Tatran 6 : 7 (3:4, 1:1, 2:2)

1. SC WOOW Vítkovice – TJ JM Pedro Perez Chodov 4 : 2 na zápasy – Zpráva
- 31. 3. 2012 17:15, Vítkovice – Chodov 10 : 2 (3:0, 2:0, 5:2)
- 01. 4. 2012 17:00, Vítkovice – Chodov 01 : 2 (0:1, 1:0, 0:1)
- 17. 4. 2012 17:05, Chodov – Vítkovice 04 : 5p (1:2, 1:1, 2:1, 0:1)
- 18. 4. 2012 18:35, Chodov – Vítkovice 07 : 6 (3:2, 1:1, 3:3)
- 10. 4. 2012 18:15, Vítkovice – Chodov 06 : 1 (2:0, 3:0, 1:1)
- 12. 4. 2012 20:00, Chodov – Vítkovice 06 : 9 (1:3, 0:4, 5:2)

### O 3. místo
O třetí místo se nehrálo. Bronz získal TJ JM Chodov, protože z poražených semifinalistů byl po základní části Extraligy v tabulce výše.

### Superfinále
O mistru Extraligy se rozhodlo v tzv. Superfinále, jediném utkání, které se odehrálo 21. dubna 2012 od 17 hodin v O2 areně v Praze.
Tatran Omlux Střešovice – 1. SC WOOW Vítkovice 5 : 4 (0:1, 2:1, 2:2, 1:0 v prodloužení) – Zpráva

## Oudržení

### Pavouk
|  | 1. kolo (na zápasy) | 1. kolo (na zápasy) |             |   | 2. kolo (na zápasy) | 2. kolo (na zápasy) |
|  |                     |                     |             |   |                     |                     |
|  |                     |                     |             |   |                     |                     |
|  | x3m team SSK Future | 3                   |             |   |                     |                     |
|  | x3m team SSK Future | 3                   |             |   |                     |                     |
|  | FBC Liberec         | 1                   |             |   |                     |                     |
|  | FBC Liberec         | 1                   | FBC Liberec | 3 |                     |                     |
|  |                     |                     | FBC Liberec | 3 |                     |                     |
|  |                     | Sokol Pardubice     | 1           |   |                     |                     |
|  | FbŠ Bohemians       | Sokol Pardubice     | 1           | 3 |                     |                     |
|  | FbŠ Bohemians       |                     |             | 3 |                     |                     |
|  | Sokol Pardubice     | 2                   |             |   |                     |                     |

### 1. kolo
Hrály 9. se 12. a 10. s 11. týmem po základní části.
x3m team SSK Future – FBC Liberec 3 : 1 na zápasy – Zpráva
- 17. 3. 2012 20:00, Future – Liberec 5 : 41 (0:1, 4:2, 1:1)
- 18. 3. 2012 18:30, Future – Liberec 4 : 10 (1:3, 3:4, 0:3)
- 24. 3. 2012 16:00, Liberec – Future 3 : 41 (0:1, 2:1, 1:1, 0:0, na trestná střílení)
- 25. 3. 2012 16:03, Liberec – Future 3 : 71 (2:1, 1:1, 0:5)

FbŠ Bohemians – Sokol Pardubice 3 : 2 na zápasy – Zpráva
- 17. 3. 2012 20:00, Bohemians – Pardubice 4 : 12 (1:4, 3:2, 0:6)
- 18. 3. 2012 18:00, Bohemians – Pardubice 4 : 21 (1:1, 2:1, 1:0)
- 24. 3. 2012 19:00, Pardubice – Bohemians 8 : 71 (2:0, 1:2, 5:5)
- 25. 3. 2012 17:00, Pardubice – Bohemians 6 : 71 (4:1, 2:2, 0:4)
- 29. 3. 2012 19:15, Bohemians – Pardubice 6 : 31 (1:1, 2:1, 3:1)

### 2. kolo
Hrály ho poražené týmy z 1. kola. Vítěz hrál baráž a poražený tým sestoupil do 1. ligy.
FBC Liberec – Sokol Pardubice 3 : 1 na zápasy – Zpráva
- 31. 3. 2012 20:00, Liberec – Pardubice 5 : 6 (1:0, 3:1, 1:4, 0:1 v prodloužení)
- 01. 4. 2012 14:00, Liberec – Pardubice 7 : 3 (3:2, 2:0, 2:1)
- 07. 4. 2012 20:00, Pardubice – Liberec 4 : 5 (0:2, 4:0, 0:3)
- 08. 4. 2012 17:00, Pardubice – Liberec 4 : 7 (1:1, 1:2, 2:4)

### Baráž
Liberec hrál s poraženým finalistou tohoto ročníku 1. ligy.
FBC Liberec – FBŠ Hattrick Brno 3 : 0 na zápasy – Zpráva
- 22. 4. 2012 12:00, Liberec – Hattrick 5 : 21 (2:2, 1:0, 2:0)
- 28. 4. 2012 20:00, Hattrick – Liberec 2 : 11 (1:3, 1:1, 0:7)
- 29. 4. 2012 17:00, Hattrick – Liberec 4 : 71 (3:1, 1:1, 0:5)

Liberec zůstal v Extralize.

## Konečné pořadí
| Pořadí           | Tým                       |
| ---------------- | ------------------------- |
| Zlatá medaile    | Tatran Omlux Střešovice   |
| Stříbrná medaile | 1. SC WOOW Vítkovice      |
| Bronzová medaile | TJ JM Pedro Perez Chodov  |
| 4.               | FBC ČPP Remedicum Ostrava |
| 5.               | Bulldogs Brno             |
| 6.               | BILLY BOY Mladá Boleslav  |
| 7.               | Panthers Otrokovice       |
| 8.               | Torpedo Havířov           |
| 9.               | FbŠ Bohemians             |
| 10.              | x3m team SSK Future       |
| 11.              | FBC Liberec               |
| 12.              | Sokol Pardubice           |

## Nejužitečnější hráči
Nejužitečnějšími hráči Extraligy byli zvoleni:
1. Matěj Jendrišák (TJ JM Pedro Perez Chodov)
2. Jan Jelínek (1. SC WOOW Vítkovice)
3. Petr Skácel (FBC ČPP Remedicum Ostrava)